# STLA SmartCar
STLA SmartCar es una plataforma para vehículos eléctricos a batería (BEV) desarrollada por el grupo automovilístico Stellantis. 

## Modelos, periodos y fábricas
| Modelo              | Inicio | Fin | Fábrica                                 | País              | Observaciones                                                   |
| ------------------- | ------ | --- | --------------------------------------- | ----------------- | --------------------------------------------------------------- |
| Citroën C3          | 2025   | -   | Stellantis Trnava Stellantis Kragujevac | Eslovaquia Serbia | Primer modelo y fábrica en utilizar la plataforma STLA SmartCar |
| Citroën C3 Aircross | 2025   | -   | Stellantis Trnava                       | Eslovaquia        |                                                                 |
| Fiat Grande Panda   | 2025   | -   | Stellantis Kragujevac                   | Serbia            |                                                                 |
| Opel Frontera       | 2025   | -   | Stellantis Trnava                       | Eslovaquia        |                                                                 |